# Discografie van Adele
Hieronder volgt de discografie van de Britse zangeres Adele, met name haar albums, haar nummers met een notering in een hitlijst, haar dvd's, haar videoclips en haar Top 2000-noteringen.

## Albums
| Album                         | Verschijnen | Label             | Hitlijsten | Hitlijsten | Hitlijsten | Hitlijsten | Hitlijsten | Hitlijsten | Hitlijsten | Hitlijsten | Opmerkingen                                                              |
| Album                         | Verschijnen | Label             | BE (VL)    | BE (VL)    | BE (WA)    | BE (WA)    | NL         | NL         | GB         | US         | Opmerkingen                                                              |
| Album                         | Verschijnen | Label             | Piek       | Weken      | Piek       | Weken      | Piek       | Weken      | Piek       | Piek       | Opmerkingen                                                              |
| ----------------------------- | ----------- | ----------------- | ---------- | ---------- | ---------- | ---------- | ---------- | ---------- | ---------- | ---------- | ------------------------------------------------------------------------ |
| 19                            | 28 jan 2008 | XL, Columbia (VS) | 9          | 78         | 38         | 30         | 1 (8 wk)   | 136        | 1          | 4          | Studioalbum / Driemaal platina in Nederland en dubbelplatina in België   |
| 21                            | 21 jan 2011 | XL, Columbia (VS) | 1 (38 wk)  | 489*       | 1 (14 wk)  | 380        | 1 (31 wk)  | 620*       | 1          | 1          | Studioalbum / Viermaal platina in Nederland en zesmaal platina in België |
| Live at the Royal Albert Hall | 27 nov 2011 | XL, Columbia (VS) | —          | —          | —          | —          | 1 (5 wk)   | 49         | 2          | 1          | Livealbum                                                                |
| 25                            | 20 nov 2015 | XL, Columbia (VS) | 1 (4 wk)   | 423*       | 1 (7 wk)   | 307        | 1 (8 wk)   | 504*       | 1          | 1          | Studioalbum / Achtmaal platina in België                                 |
| 30                            | 19 nov 2021 | XL, Columbia (VS) | 1 (1 wk)   | 171        | 2          | 73         | 1 (5 wk)   | 126        | 1          | 1          | Studioalbum                                                              |

* Het album stond in 2024 nog altijd in de Ultratop 200 Albums (BE) / Album top 100 (NL)

## Nummers met hitnoteringen
| Lied                                  | Verschijnen                     | Album                         | Hitlijsten | Hitlijsten | Hitlijsten | Hitlijsten | Hitlijsten  | Hitlijsten  | Hitlijsten   | Hitlijsten   | Hitlijsten | Hitlijsten | Opmerkingen                                                                |
| Lied                                  | Verschijnen                     | Album                         | BE (VL)    | BE (VL)    | BE (WA)    | BE (WA)    | NL (Top 40) | NL (Top 40) | NL (Top 100) | NL (Top 100) | GB         | US         | Opmerkingen                                                                |
| Lied                                  | Verschijnen                     | Album                         | Piek       | Weken      | Piek       | Weken      | Piek        | Weken       | Piek         | Weken        | Piek       | Piek       | Opmerkingen                                                                |
| ------------------------------------- | ------------------------------- | ----------------------------- | ---------- | ---------- | ---------- | ---------- | ----------- | ----------- | ------------ | ------------ | ---------- | ---------- | -------------------------------------------------------------------------- |
| Hometown Glory                        | 22-10-2007 heruitgave 21-7-2008 | 19                            | tip3       | —          | tip14      | —          | 25          | 5           | 86           | 4            | 19         | —          |                                                                            |
| Chasing Pavements                     | 21-1-2008                       | 19                            | 10         | 19         | 21         | 9          | 9           | 15          | 3            | 22           | 2          | 21         | 3FM Megahit                                                                |
| Cold Shoulder                         | 21-4-2008                       | 19                            | tip3       | —          | tip19      | —          | 28          | 5           | 68           | 6            | 18         | —          | 3FM Megahit                                                                |
| Make You Feel My Love                 | 27-10-2008                      | 19                            | tip17      | —          | —          | —          | 3           | 21          | 1 (1 wk)     | 36           | 4          | —          | 3FM Megahit / Goud in België                                               |
| Rolling in the Deep                   | 29-11-2010                      | 21                            | 1 (4 wk)   | 62         | 1 (1 wk)   | 74         | 1 (7 wk)    | 29          | 1 (4 wk)     | 89           | 2          | 1          | 3FM Megahit / Viermaal platina in België                                   |
| Someone Like You                      | 24-1-2011                       | 21                            | 2          | 45         | 1 (1 wk)   | 52         | 3           | 25          | 2            | 67           | 1          | 1          | 3FM Megahit / Dubbelplatina in België                                      |
| One and Only                          | 24-1-2011                       | 21                            | —          | —          | —          | —          | —           | —           | —            | —            | 99         | —          |                                                                            |
| Set Fire to the Rain                  | 4-7-2011                        | 21                            | 1 (2 wk)   | 46         | 1 (3 wk)   | 50         | 1 (1 wk)    | 23          | 1 (1 wk)     | 60           | 11         | 1          | Alarmschijf, 3FM Megahit / Platina in België                               |
| I Can't Make You Love Me              | 22-9-2011                       | Live at the Royal Albert Hall | —          | —          | —          | —          | —           | —           | —            | —            | 37         | —          |                                                                            |
| Rumour Has It                         | 5-11-2011                       | 21                            | 46         | 1          | tip7       | —          | 21          | 9           | 52           | 9            | 85         | 16         |                                                                            |
| Turning Tables                        | 5-11-2011                       | 21                            | tip4       | —          | tip2       | —          | 15          | 13          | 45           | 12           | 62         | 63         |                                                                            |
| Skyfall                               | 5-10-2012                       | Skyfall                       | 1 (4 wk)   | 28         | 1 (4 wk)   | 29         | 1 (6 wk)    | 20          | 1 (3 wk)     | 29           | 2          | 8          | Platina in België                                                          |
| Hello                                 | 23-10-2015                      | 25                            | 1 (11 wk)  | 24         | 1 (18 wk)  | 23         | 1 (5 wk)    | 21          | 1 (3 wk)     | 29           | 1          | 1          | Alarmschijf, 3FM Megahit, NPO Radio 2 TopSong / Driemaal platina in België |
| Million Years Ago                     | 17-11-2015                      | 25                            | 48         | 1          | 46         | 1          | —           | —           | —            | —            | 64         | —          |                                                                            |
| All I Ask                             | 20-11-2015                      | 25                            | —          | —          | —          | —          | —           | —           | —            | —            | 41         | 77         |                                                                            |
| Love in the Dark                      | 20-11-2015                      | 25                            | —          | —          | —          | —          | —           | —           | —            | —            | 76         | —          |                                                                            |
| Remedy                                | 20-11-2015                      | 25                            | —          | —          | —          | —          | —           | —           | —            | —            | —          | 87         |                                                                            |
| When We Were Young                    | 22-1-2016                       | 25                            | 6          | 17         | 22         | 12         | 14          | 15          | 24           | 19           | 9          | 14         | NPO Radio 2 TopSong / Goud in België                                       |
| Send My Love (To Your New Lover)      | 16-5-2016                       | 25                            | 4          | 19         | 3          | 21         | 13          | 12          | 32           | 19           | 5          | 8          | Platina in België                                                          |
| Water Under the Bridge                | 4-11-2016                       | 25                            | 10         | 19         | 25         | 11         | 25          | 8           | 71           | 8            | 39         | 26         | Goud in België                                                             |
| Easy on me                            | 15-10-2021                      | 30                            | 1 (11 wk)  | 29         | 1 (2 wk)   | 22         | 1 (9 wk)    | 18          | 1 (4 wk)     | 31           | 1          | 1          | Alarmschijf, MNM-Big Hit, NPO Radio 2 TopSong / Platina in België          |
| Oh My God                             | 19-11-2021                      | 30                            | 12         | 15         | 2          | 23         | 19          | 7           | 6            | 15           | 2          | 5          | 538 Favourite                                                              |
| I Drink Wine                          | 19-11-2021                      | 30                            | —          | —          | —          | —          | tip21       | —           | 30           | 2            | 4          | 18         |                                                                            |
| Can I Get It                          | 19-11-2021                      | 30                            | —          | —          | —          | —          | tip19       | —           | —            | —            | —          | 26         |                                                                            |
| My Little Love                        | 19-11-2021                      | 30                            | —          | —          | —          | —          | —           | —           | 14           | 1            | —          | 23         |                                                                            |
| To Be Loved                           | 19-11-2021                      | 30                            | —          | —          | —          | —          | —           | —           | —            | —            | —          | 32         |                                                                            |
| Strangers by Nature                   | 19-11-2021                      | 30                            | —          | —          | —          | —          | —           | —           | —            | —            | —          | 41         |                                                                            |
| Cry Your Heart Out                    | 19-11-2021                      | 30                            | —          | —          | —          | —          | —           | —           | —            | —            | —          | 44         |                                                                            |
| Hold On                               | 19-11-2021                      | 30                            | —          | —          | —          | —          | —           | —           | —            | —            | —          | 49         |                                                                            |
| All Night Parking (met Erroll Garner) | 19-11-2021                      | 30                            | —          | —          | —          | —          | —           | —           | —            | —            | —          | 53         |                                                                            |
| Woman Like Me                         | 19-11-2021                      | 30                            | —          | —          | —          | —          | —           | —           | —            | —            | —          | 55         |                                                                            |
| Love Is a Game                        | 19-11-2021                      | 30                            | —          | —          | —          | —          | —           | —           | —            | —            | —          | 56         |                                                                            |

## Dvd's
| Dvd                           | Verschijnen | Label              | Hitlijsten | Hitlijsten | Hitlijsten | Hitlijsten | Hitlijsten | Hitlijsten |
| Dvd                           | Verschijnen | Label              | BE (VL)    | BE (VL)    | NL         | NL         | VK         | VS         |
| Dvd                           | Verschijnen | Label              | Piek       | Weken      | Piek       | Weken      | Piek       | Piek       |
| ----------------------------- | ----------- | ------------------ | ---------- | ---------- | ---------- | ---------- | ---------- | ---------- |
| Live at the Royal Albert Hall | 25-11-2011  | XL, Columbia, Sony | 1 (14 wk)  | 134        | 1 (2 wk)   | 8          | 2          | 1          |

## Singles
| Titel                            | Jaar | Album   | Producent      |
| -------------------------------- | ---- | ------- | -------------- |
| Hometown Glory                   | 2007 | 19      | Jim Abbiss     |
| Chasing Pavements                | 2008 | 19      | Eg White       |
| Cold Shoulder                    | 2008 | 19      | Mark Ronson    |
| Make You Feel My Love            | 2008 | 19      | Daniel Lanois  |
| Hometown Glory                   | 2008 | 19      | Jim Abbiss     |
| Rolling in the Deep              | 2010 | 21      | Paul Epworth   |
| Set Fire to the Rain             | 2011 | 21      | Fraser T Smith |
| Someone Like You                 | 2011 | 21      | Dan Wilson     |
| Rumour Has It                    | 2011 | 21      | Ryan Tedder    |
| Turning Tables                   | 2011 | 21      | Jim Abbiss     |
| Skyfall                          | 2012 | Skyfall | Paul Epworth   |
| Hello                            | 2015 | 25      | Xavier Dolan   |
| Send My Love (To Your New Lover) | 2016 | 25      | Jonah Baker    |
| When We Were Young               | 2016 | 25      |                |
| Water Under the Bridge           | 2016 | 25      |                |
| Easy on me                       | 2021 | 30      | Greg Kurstin   |
| Oh My God                        | 2022 | 30      | Greg Kurstin   |
| I Drink Wine                     | 2022 | 30      | Greg Kurstin   |

## NPO Radio 2 Top 2000
| Nummers met noteringen in de NPO Radio 2 Top 2000 | '09 | '10 | '11 | '12 | '13 | '14 | '15  | '16  | '17  | '18  | '19  | '20  | '21  | '22  | '23  | '24  |
| ------------------------------------------------- | --- | --- | --- | --- | --- | --- | ---- | ---- | ---- | ---- | ---- | ---- | ---- | ---- | ---- | ---- |
| All I Ask                                         | ×   | ×   | ×   | ×   | ×   | ×   | -    | -    | -    | -    | 1404 | 1525 | 1049 | 1551 | 1301 | 967  |
| Chasing Pavements                                 | 530 | 309 | 209 | 246 | 437 | 482 | 423  | 602  | 814  | 792  | 976  | 1060 | 739  | 1113 | 1092 | 718  |
| Easy on Me                                        | ×   | ×   | ×   | ×   | ×   | ×   | ×    | ×    | ×    | ×    | ×    | ×    | 457  | 428  | 602  | 608  |
| Hello                                             | ×   | ×   | ×   | ×   | ×   | ×   | 23   | 72   | 122  | 150  | 213  | 282  | 196  | 479  | 431  | 368  |
| Hometown Glory                                    | -   | -   | -   | -   | -   | -   | 491  | 687  | 893  | 665  | 955  | 970  | 884  | 1109 | 1036 | 545  |
| Make You Feel My Love                             | 28  | 12  | 19  | 23  | 53  | 61  | 33   | 84   | 138  | 144  | 177  | 227  | 191  | 348  | 387  | 337  |
| Million Years Ago                                 | ×   | ×   | ×   | ×   | ×   | ×   | -    | 1859 | 573  | 501  | 694  | 634  | 551  | 780  | 859  | 747  |
| Rolling in the Deep                               | ×   | -   | 21  | 13  | 75  | 88  | 75   | 101  | 163  | 163  | 159  | 209  | 145  | 241  | 203  | 196  |
| Rumour Has It                                     | ×   | ×   | 220 | 277 | 611 | 808 | 756  | 1096 | 1511 | 1180 | 1377 | 1690 | 1137 | 1627 | 1688 | 1453 |
| Send My Love                                      | ×   | ×   | ×   | ×   | ×   | ×   | ×    | -    | -    | 1907 | -    | -    | 1893 | -    | -    | -    |
| Set Fire to the Rain                              | ×   | ×   | 26  | 37  | 103 | 106 | 88   | 181  | 253  | 248  | 281  | 364  | 361  | 387  | 292  | 346  |
| Skyfall                                           | ×   | ×   | ×   | 112 | 61  | 93  | 36   | 117  | 164  | 184  | 244  | 230  | 164  | 310  | 294  | 236  |
| Someone Like You                                  | ×   | ×   | 6   | 8   | 25  | 35  | 18   | 47   | 89   | 97   | 126  | 147  | 124  | 209  | 185  | 175  |
| Turning Tables                                    | ×   | ×   | -   | 168 | 425 | 563 | 461  | 865  | 1159 | 749  | 1006 | 1213 | 959  | 1307 | 1297 | 1509 |
| Water Under the Bridge                            | ×   | ×   | ×   | ×   | ×   | ×   | ×    | -    | 1143 | 943  | 1279 | 1487 | 1173 | 1542 | 1532 | 1631 |
| When We Were Young                                | ×   | ×   | ×   | ×   | ×   | ×   | 1703 | 144  | 219  | 287  | 362  | 334  | 238  | 482  | 490  | 486  |

1. ↑  Een '-' betekent dat het nummer niet was genoteerd, een '×' betekent dat het nummer nog niet was uitgebracht en een vetgedrukt getal geeft de hoogste notering van een nummer aan.
2. ↑  2009 was het eerste jaar met een notering voor Adele.

Opmerking: Hometown Glory werd twee keer uitgebracht.